# Idalus irrupta
Idalus irrupta là một loài bướm đêm thuộc phân họ Arctiinae, họ Erebidae.